# Luciano Fabio Stirati
Luciano Fabio Stirati (Gubbio, 15 dicembre 1922 – Gubbio, 25 luglio 2020) è stato un politico italiano.

## Biografia
Docente di latino e greco alle superiori, fu eletto senatore tra le file del PSI alle elezioni politiche del 1963 e, dopo aver saltato una legislatura, a quelle del 1972, in cui i socialisti si presentarono insieme ai socialdemocratici. Concluse il proprio mandato parlamentare nel 1976.
Svolse anche l'incarico di Presidente dell'Ente ospedaliero di Gubbio e di presidente onorario della squadra di calcio della città natale.
Morì all'età di 97 anni nel luglio 2020.